# Tical 2000: Judgement Day
Tical 2000: Judgement Day è il secondo album in studio del rapper statunitense e membro del Wu-Tang Clan Method Man, pubblicato il 17 novembre 1998 dalla Def Jam. Il primo singolo estratto dall'album si intitola Judgement Day.

## Tracce
1. Judgement Day (Intro) – 0:52 – Method Man
2. Perfect World – 3:00 – RZA
3. Cradle Rock (featuring Left Eye & Booster) – 4:13 – LB Da Life Bringa
4. Dangerous Grounds (featuring Streetlife) – 4:07 – True Master
5. Sweet Love (Skit) – 0:06
6. Sweet Love (featuring Cappadonna & Streetlife) – 3:29 – True Master
7. Shaolin What (Skit) – 2:19 – 4th Disciple
8. Torture – 3:23 – True Master
9. Where's Method Man? (Skit) (featuring Ed Lover) – 1:04
10. Suspect Chin Music (featuring Streetlife) – 4:52 – RZA
11. Retro Godfather – 2:50 – RZA
12. Dooney Boy (Skit) – 0:15
13. Spazzola (featuring Inspectah Deck, Killa Sin, Masta Killa, Raekwon & Streetlife) – 3:54 – Inspectah Deck
14. Check Writer (Skit) – 0:13
15. You Play Too Much (Skit) (featuring Chris Rock) – 1:31 – Prince Paul
16. Party Crasher – 3:53 – True Master, RZA
17. Grid Iron Rap (featuring Streetlife) – 3:23 – True Master
18. Step By Step – 3:34 – Erick Sermon
19. Play 4 Keeps (featuring Inspectah Deck, Mobb Deep, Streetlife & Hell Razah) – 3:33 – Havoc
20. Donald Trump (Skit) – 0:11
21. Snuffed Out (Skit) (featuring Streetlife) – 1:39 – Mathematics
22. Elements (featuring Polite & Star) – 3:58 – Inspectah Deck
23. Killin' Fields (featuring Cho-Flo) – 4:03 – True Master
24. Big Dogs (featuring Redman) – 3:29 – Erick Sermon
25. Break Ups 2 Make Ups (featuring D'Angelo) – 3:53 – Qu'ran Goodman, Trackmasters
26. Message From Penny (Skit) (featuring Janet Jackson) – 0:28
27. Judgement Day – 6:00 – Method Man, 4th Disciple
28. C.E.O. Outro (Skit) – 0:10